# 로저 킹덤

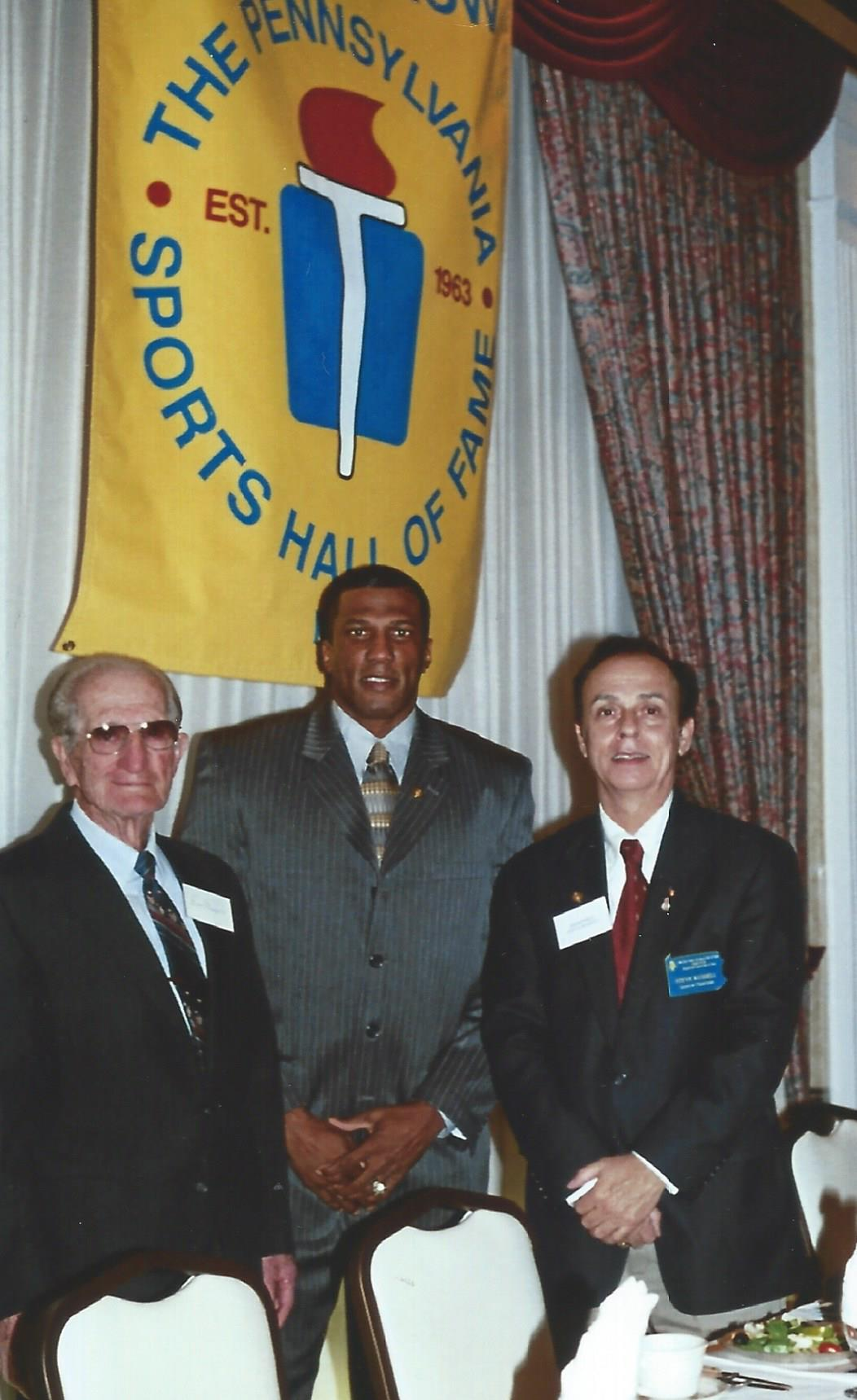

로저 킹덤(Roger Kingdom, 1962년 8월 26일 ~ )은 미국의 허들 선수로 하계 올림픽 110m 허들 2연승(1984, 1988)을 하였다.
조지아주 비엔나에서 태어난 킹덤은 높이뛰기와 원반던지기에 뛰어나면서 두드러진 미식축구 선수로도 알려졌다. 미식축구 장학금을 받아 피츠버그 대학교에서 수학한 그는 1983년 110m 허들 NCAA 실외 타이틀과 이듬해 NCAA 실내 대회 55m 허들을 우승하였다. 그는 아직도 피츠버그의 외곽 먼로빌에 살고 있다.
그는 110m 허들에서 육상에 두드러진 장기적 경력을 가지면서 하계 올림픽 2연속 금메달을 획득하였다. 1988년 전 시즌을 통하여 패배한 적이 없고 서울 올림픽에서 자신의 올림픽 타이틀을 유지하는 데 호의를 얻었다. 기술, 힘과 속력의 매력적인 표명으로 3m 차이로 우승한 킹덤은 12.98초에 달려 13초 아래로 달린 첫 선수가 되었다. 이 기록은 1996년 애틀랜타 올림픽에서 앨런 존슨에 의하여 경신될 때까지 보유되었다. 킹덤은 리 컬훈에 이어 110m 허들의 올림픽 타이틀을 성공적으로 유지한 두 번째 선수가 되었다.
1989년 취리히에서 110m 허들의 세계 기록 12.92초를 세웠다. 이 기록은 1993년 8월 20일 콜린 잭슨에 의하여 1과 100분의 1초 차이로 깨질 때까지 보유되었다.
1991년 자신의 인대 손해를 회복하고 무릎으로부터 뼈조각을 치우는 데 수술을 받을 때 그의 진보가 훼방놓이고 말았다.
현재 펜실베이니아주 캘리포니아 대학교의 육상 총감독은 물론, 육상과 크로스컨트리 관리자로 있다.